# Michael Higgins (acteur)
Pour les articles homonymes, voir Higgins et Michael Higgins.
Ne pas confondre avec l'acteur américain John Michael Higgins (né en 1963).
Michael Patrick Higgins Jr., né le 20 janvier 1920 à New York (arrondissement de Brooklyn), ville où il est mort (arrondissement de Manhattan) le 5 novembre 2008, est un acteur américain.

## Biographie
Michael Higgins entame sa carrière au théâtre et débute à Broadway (New York) en 1946 dans Antigone de Jean Anouilh (avec Katharine Cornell dans le rôle-titre et Cedric Hardwicke). Ultérieurement, il joue à Broadway (jusqu'en 1981) entre autres dans Roméo et Juliette de William Shakespeare (1951, avec Olivia de Havilland et Jack Hawkins), Oncle Vania d'Anton Tchekhov (1973, avec Julie Christie et George C. Scott) et Equus de Peter Shaffer (1974-1977, avec Anthony Hopkinset Peter Firth).
Actif également Off-Broadway, il s'y produit notamment dans Les Sorcières de Salem d'Arthur Miller (1958, avec Barbara Barrie) — qui lui vaut un Obie Award du meilleur acteur —, La vie est un songe de Pedro Calderón de la Barca (1964, avec Raul Julia et David Margulies), et plusieurs autres pièces de William Shakespeare, dont Richard II (1982, avec William Hurt dans le rôle-titre et Jacqueline Brookes). Il tient ses deux derniers rôles Off-Broadway en 1999, dans Le Tartuffe ou l'Imposteur de Molière et enfin La Nuit des rois de Shakespeare.
Au cinéma, il contribue à quarante-quatre films américains, depuis le moyen métrage Shades of Gray de Joseph Henabery (1948) jusqu'à An American Carol de David Zucker (avec Jon Voight et Dennis Hopper, sorti le 3 octobre 2008, quasiment un mois avant sa mort, à 88 ans.
Entretemps, mentionnons L'Arrangement d'Elia Kazan (1969, avec Kirk Douglas et Faye Dunaway), Conversation secrète de Francis Ford Coppola (1974, avec Gene Hackman et John Cazale), Comédie érotique d'une nuit d'été de Woody Allen (1982, avec le réalisateur et Mia Farrow), La Différence de Robert Mandel (1992, avec Brendan Fraser et Matt Damon), ainsi que Séquences et Conséquences de David Mamet (2000, avec William H. Macy et Sarah Jessica Parker).
À la télévision américaine, il apparaît dans trente-six séries dès 1949, dont Au-delà du réel (un épisode, 1964), Equalizer (un épisode, 1985), New York, police judiciaire (deux épisodes, 1991-1999) et Tribunal central (sa dernière série, trois épisodes, 2001-2002).
S'ajoutent quinze téléfilms diffusés entre 1953 et 1996, dont L'Alouette de George Schaefer (1957, avec Julie Harris et Boris Karloff) et Ernie Kovacs: Between the Laughter de Lamont Johnson (1984, avec Jeff Goldblum et Melody Anderson).
Le téléfilm L'Alouette précité est une adaptation de la pièce éponyme de Jean Anouilh, jouée à Broadway en 1955-1956 par Julie Harris (Jeanne d'Arc), Boris Karloff (Pierre Cauchon) et Michael Higgins (Frère Ladvenu) qui reprennent au petit écran leurs rôles respectifs.

## Théâtre (sélection)

### Broadway
- 1946 : Antigone de Jean Anouilh (d'après la pièce éponyme de Sophocle), adaptation de Lewis Galantiere, production de Katharine Cornell : le troisième garde
- 1947 : Our Lan' de Theodore Ward : le deuxième soldat rebelle
- 1951 : Roméo et Juliette (Romeo and Juliet) de William Shakespeare, mise en scène de Peter Glenville : Benvolio
- 1955 : The Carefree Tree d'Aldyth Morris (+ Off-Braodway) : le cinquième fils
- 1955-1956 : L'Alouette (The Lark) de Jean Anouilh, adaptation de Lillian Hellman, musique de scène de Leonard Bernstein, décors de Jo Mielziner, mise en scène de Joseph Anthony : Frère Ladvenu
- 1973 : Oncle Vania (Uncle Vanya) d'Anton Tchekhov, adaptation d'Albert Todd et Mike Nichols, mise en scène de ce dernier : Mikhaïl Lvovitch Astrov
- 1973-1974 : Le marchand de glace est passé (The Iceman Cometh) d'Eugene O'Neill : Larry Slade
- 1974-1977 : Equus de Peter Shaffer : Frank Strang
- 1980-1981 : Mixed Couples de James Prideaux, décors d'Oliver Smith, mise en scène de George Schaefer : Alden

### Off-Broadway
- 1957 : Pâques (Easter) d'August Strindberg, adaptation d'Elizabeth Sprigge : Ellis
- 1957 : For the Time Being de W. H. Auden
- 1958 : Les Sorcières de Salem (The Crucible) d'Arthur Miller : John Proctor
- 1961 : Diff'rent et The Long Voyage Home d'Eugene O'Neill
- 1962 : A Pair of Pairs d'Holly Beye et Claude Fredericks
- 1962 : Le Roi Lear (King Lear : le comte de Kent) et Macbeth (rôle-titre) de William Shakespeare
- 1963 : Antoine et Cléopâtre (Antony and Cleopatra) de William Shakespeare : Marc Antoine
- 1964 : La vie est un songe (Life Is a Dream) de Pedro Calderón de la Barca, adaptation de Roy Campbell : Sigismond
- 1965 : La Reine et les Insurgés (The Queen and the Rebels) d'Ugo Betti : Amos
- 1965-1966 : Médée (Medea) d'Euripide, adaptation de Robinson Jeffers : Jason
- 1973 : L'Été (Summer) de Romain Weingarten, adaptation de Shepperd Strudwick III
- 1979 : Reunion de David Mamet, trois pièces en un acte : Reunion (Bernie Cary), Dark Pony (le père) et The Sanctity of Marriage (le mari)
- 1981 : A Tale Told de Lanford Wilson : Eldon
- 1982 : Richard II de William Shakespeare : Jean de Gand, duc de Lancastre
- 1983 : La Mouette (The Seagull) d'Anton Tchekhov : Piotr Nikolaïevitch Sorine
- 1984 : Levitation de Timothy Mason : Arthur
- 1984 : Peines d'amour perdues (Love's Labour's Lost) de William Shakespeare : Holopherne
- 1986 : In This Fallen City de Bryan Williams : Abner Abelson
- 1999 : Le Tartuffe ou l'Imposteur (Tartuffe) de Molière : Laurent
- 1999 : La Nuit des rois (Twelth Night) de William Shakespeare : Orsino

### Autres lieux
- 1977 : Molly de Simon Gray (en) (nouvelle version de sa pièce antérieure Death of a Teddy Bear) (à Charleston) : Teddy

## Filmographie partielle

### Cinéma
- 1969 : L'Arrangement (The Arrangement) d'Elia Kazan : Michael Anderson
- 1970 : Wanda de Barbara Loden : Norman Dennis
- 1971 : Desperate Characters de Frank D. Gilroy : Francis Early
- 1974 : Conversation secrète (The Conversation) de Francis Ford Coppola : Paul
- 1975 : Les Femmes de Stepford (The Stepford Wives) de Bryan Forbes : M. Cornell
- 1978 : Un ennemi du peuple (An Enemy of the People) de George Schaefer : Billing
- 1978 : Le Roi des gitans (King of the Gypsies) de Frank Pierson : le juge du tribunal
- 1979 : La Vie privée d'un sénateur (The Seduction of Joe Tynan) de Jerry Schatzberg : le sénateur Pardew
- 1979 : L'Étalon noir (The Black Stallion) de Carroll Ballard : Neville
- 1981 : Le Policeman (Fort Apache, The Bronx) de Daniel Petrie : Heffernan
- 1982 : Comédie érotique d'une nuit d'été (A Midsummer Night's Sex Comedy) de Woody Allen : Reynolds
- 1983 : Rusty James (Rumble Fish) de Francis Ford Coppola : M. Harrigan
- 1985 : Seven Minutes in Heaven de Linda Feferman : le sénateur Peterson
- 1986 : On Valentine's Day de Ken Harrison : Mr Vaughn
- 1987 : Angel Heart d'Alan Parker : Dr Albert Fowler
- 1989 : New York Stories (film à sketches), segment La Vie sans Zoë (Life Without Zoe) de Francis Ford Coppola : le voleur
- 1989 : Dead Bang de John Frankenheimer : le révérend Gebhardt
- 1990 : The Local Stigmatic de David F. Wheeler (en) : l'ivrogne
- 1992 : Wind de Carroll Ballard : Artemus
- 1992 : La Différence (School Ties) de Robert Mandel : M. Gierasch
- 1998 : Les Imposteurs (The Impostors) de Stanley Tucci : le vieil homme tombant mort
- 2000 : Séquences et Conséquences (State and Main) de David Mamet : « Doc » Wilson
- 2002 : Swimfan de John Polson : M. Tillman
- 2004 : Messengers de Philip Fahra : le vieil homme de la chambre 410
- 2006 : Off the Black de James Ponsoldt : Al Cook
- 2007 : La Famille Savage (The Savages) de Tamara Jenkins : le premier résident
- 2008 : Synecdoche, New York de Charlie Kaufman : le vieil acteur jouant un homme saignant du nez
- 2008 : An American Carol de David Zucker : l'aïeul

### Télévision

#### Séries
- 1957 : Studio One, saison 9, épisodes 20 et 21 The Defender (Parts I & II) de Robert Mulligan : Sergent James Sheeley
- 1959 : One Step Beyond, saison 2, épisode 7 La Fenêtre ouverte (The Open Window) de John Newland : Anthony March
- 1961-1965 : Les Accusés (The Defenders)
  - Saison 1, épisode 4 The Riot (1961) de Buzz Kulik et épisode 31 Along Came a Spider (1964) d'Elliot Silverstein : Dr Fowler
  - Saison 3, épisode 16 Black List (1964) de Stuart Rosenberg : Mayer Ostervelt
  - Saison 4, épisode 29 The Bum's Rush (1965) : le directeur-adjoint
- 1963-1964 : Gunsmoke ou Police des plaines (Gunsmoke ou Marshal Dillon)
  - Saison 8, épisode 27 Two of a Kind (1963) d'Andrew V. McLaglen : Tim Finnegan
  - Saison 9, épisode 22 The Kite (1964) d'Andrew V. McLaglen : Ron Cassidy
- 1964 : Au-delà du réel (The Outer Limits), saison 1, épisode 15 Opération survie (The Mice) d'Alan Crosland Jr. : Dr Thomas « Kelly » Kellander
- 1964 : Ben Casey, saison 3, épisode 19 The Only Place Where They Know My Name d'Irving Lerner et épisode 21 One Nation Indivisible de Leo Penn : Dr Roger O'Hara
- 1967 : Le Virginien (The Virginian), saison 6, épisode 5 Johnny Moon d'Abner Biberman : Lawson
- 1970 : Haine et Passion (Guiding Light), feuilleton, épisodes non spécifiés : Stanley « Stan » Norris
- 1985 : Equalizer, saison 1, épisode 5 Police en jupons (Lady Cop) de Russ Mayberry : Marvin Stahl
- 1987 : Les deux font la paire (Scarecrow and Mrs. King), saison 4, épisode 18 Le Mal pour le bien (One Flew East) : Archibald Mayfield
- 1991-1999 : New York, police judiciaire (Law & Order)
  - Saison 2, épisode 7 À la mémoire de… (In Memory Of, 1991) : Thad Messimer
  - Saison 9, épisode 11 La Taupe (Ramparts, 1999) : Darryl Grady
- 2001-2002 : Tribunal central (100 Center Street), saison 2, épisode 7 Lost Causes (2001), épisode 12 Give Up or Fight (2002) de Sidney Lumet et épisode 15 Justice Delayed (2002) : Jim Ryder

#### Téléfilms
- 1957 : L'Alouette (The Lark) de George Schaefer : Frère Ladvenu
- 1961 : The Million Dollar Incident (en) de Norman Jewison : Franklin
- 1963 : Les Patriotes (The Patriots) de George Schaefer : James Monroe
- 1980 : Paul's Case de Lamont Johnson : le père de Paul
- 1981 : Kent State de James Goldstone : le professeur Glenn Frank
- 1982 : Born Beautiful d'Harvey Hart : Walter Forrest
- 1983 : Mort suspecte (The Craddle Will Fall) de John Llewellyn Moxey : Dr Emmet Salem
- 1983 : The Gift of Love: A Christmas Story de Delbert Mann : Hanibal
- 1984 : Ernie Kovacs: Between the Laughter de Lamont Johnson : William Spear
- 1986 : Nobody's Child de Lee Grant : Dr Walker
- 1986 : Barnum de Lee Philips : Phineas Taylor
- 1996 : Avis de coup de vent (Calm at Sunset) de Daniel Petrie : Howard

## Distinctions
- Deux Obie Awards du meilleur acteur :
  - En 1958, pour Les Sorcières de Salem ;
  - Et en 1980, pour Reunion.
- 1978 : Drama Desk Award du meilleur acteur dans un second rôle, pour Molly.